# لیبلینگسهوف
لیبلینگسهوف (به آلمانی: Lieblingshof) یک منطقهٔ مسکونی در آلمان است که در دومرشتورف واقع شده‌است. لیبلینگسهوف ۷۰۹ نفر جمعیت دارد.